# Diocèse de Trujillo (Honduras)
Ne doit pas être confondu avec Archidiocèse de Trujillo ou Diocèse de Trujillo (Venezuela).
Le diocèse de Trujillo (Dioecesis Truxillensis in Honduria) est une Église particulière de l'Église catholique du Honduras.

## Évêques
L'évêque actuel est Mgr Luis Felipe Solé Fa, C.M. depuis le 18 mars 2005.
- Mgr Virgilio López Irias, O.F.M. du 3 juillet 1987 au 22 juin 2004.

## Territoire
Son siège est en la cathédrale Saint-Jean-Baptiste de Trujillo.
Il comprend les départements de Colón et de Gracias a Dios.

## Histoire
Le diocèse de Trujillo est restauré le 3 juillet 1987 à partir du diocèse de San Pedro Sula.
En 1539 avait été créé le diocèse du Honduras depuis le diocèse de Saint-Domingue. Le 6 février 1541, il est renommé diocèse de Trujillo. En 1561, il est démembré pour créer le diocèse de Comayagua et en 1572, il est supprimé au profit de celui-ci.